# Blank and Jones
Pour les articles homonymes, voir Blank et Jones.
 (août 2016).
Blank & Jones est un duo de trance originaire de Cologne. Les deux artistes sont Jan Pieter Blank (Piet Blank), né le 15 juin 1971 et René Runge (DJ Jaspa Jones), né le 27 juin 1968 mais ils sont produits et aidés par Andy Kaufhold (N*D*K), né le 17 décembre 1969.
Ils ont publié huit albums et plus de 16 singles depuis 1997 et remixé divers morceaux des années 80 de plusieurs groupes new wave.

## Discographie

### Albums
- In Da Mix (1999)
- DJ Culture (Limited edition with 2 CD. Disc 2 includes bonus tracks and The Nightfly video) (2000)
- Nightclubbing (Limited edition with 2 CD including ambient tracks) (2001)
- Substance (Limited with 2 CD and bonus tracks) (2002)
- Relax (Limited edition in a different package) (2003)
- Monument (Limited edition with 2 CD including bonus tracks) (2004)
- Relax Edition 2 (2 CD) (Limited edition includes bonus tracks) (2005)
- The Singles (Limited edition includes DVD with singles clips and some bonus) (2006)
- Relax Edition 3 (2 CD) (2007)
- The Logic of Pleasure (2008)
- Relax Edition 4 (2 CD) (2009)
- Eat Raw for Breakfast (2009)
- Relax Edition 5 (2 CD) (2010)
- Relax Edition Six (2 CD) (2011)
- Relax Edition Seven (2 CD) (2012)

### Singles
- Sunrise (1997)
- Heartbeat (1998)
- Flying to The Moon (1998)
- Cream (1999) (UK #24 and #1 in Dance Charts)
- After Love (1999) (UK #57)
- The Nightfly (2000) (UK #55)
- DJ Culture (2000)
- Sound of Machines (Released in Italy and Netherlands as Single) (2000)
- Beyond Time (2001) (UK #53)
- DJs, Fans & Freaks (D.F.F.) (2001) (UK #45)
- Nightclubbing (2001)
- Desire (2002)
- Watching the Waves (2002)
- Suburban Hell (2002) (Released only in Vinyls)
- The Hardest Heart (feat. Anne Clark) (2002)
- A Forest (Feat. Robert Smith) (2003)
- Summer Sun (2003) (Released only in Vinyls)
- Mind of the Wonderful (feat. Elles de Graaf) (2004)
- Perfect Silence (feat. Bobo) (2004)
- Revealed (with Steve Kilbey) (2005) (#3 Guatemalan Charts)
- Catch (Vocals by Elles de Graaf) (2006)
- Sound of Machines 2006 (2006)
- Miracle Cure (2008) (#90 Germany)
- California Sunset (2008)
- Where You Belong (feat. Bobo) (2008)
- Relax (Your Mind) (feat. Jason Caesar) (2009)
- Lazy Life (feat. Jason Caesar) (2009)

### Remixes
1998
- Basic Connection - Angel (Don't Cry) (Blank & Jones Remix)
- Sash! - La Primavera (Blank & Jones Mix)
- Syntone - Heal My World (Blank & Jones Mix)
- Dario G - Sunmachine (Blank & Jones Mix)
- Humate - Love Stimulation (Blank & Jones Mix)
- United Deejays - Too Much Rain (Blank & Jones vs. Gorgeous Mix)
- Dune - Electric heaven (Blank & Jones Club Cut)
- Yello vs Hardfloor - Vicious Games (Blank & Jones Mix)

1999
- Liquid Love - Sweet Harmony (Blank & Jones Mix)
- Mauro Picotto - Iguana (Blank & Jones Remix)
- Storm - Love is here to stay (Blank & Jones Mix)

2001
- Perpetuous Dreamer - The Sound of Goodbye (Blank & Jones Mix)
- Fragma - You are Alive (Blank & Jones Remix)
- Die Ärzte - Rock'n Roll Übermensch (Blank & Jones Mix)

2002
- Pet Shop Boys - Home & Dry (Blank & Jones Dub)
- Pet Shop Boys - Home & Dry (Blank & Jones Mix)

2003
- Pet Shop Boys - Love comes quickly (Blank & Jones 2003 mix)
- RMB - Beauty of Simplicity (Blank & Jones Retouch)
- RMB - ReReality (Blank & Jones Remix)
- Wolfsheim - Wundervoll (Blank & Jones Remix)
- Evolution feat. Jayn Hanna - Walking on Fire (Blank & Jones Remix)
- Chicane - Love on the Run (Blank & Jones Dub Remix)
- Chicane - Love on the Run (Blank & Jones Remix)

2004
- Blank & Jones - The Blue Sky (2004 Update)

2006
- Blank & Jones - The Nightfly (WMC 06 Retouch)

2007
- Delerium - Lost & Found (Blank & Jones Radio Mix)
- Delerium - Lost & Found (Blank & Jones Late Night Mix)
- Delerium - Lost & Found (Blank & Jones Electrofied Mix)

2009
- Johnny Hates Jazz - I Don't Wanna Be A Hero (Blank & Jones Remix)

### Compilations mixées
- Trance Mix USA vol. 2 (2001) (Released in US)
- The Mix volume 1 (2 CD) (2002)
- The Mix volume 2 (2 CD) (2003)
- The Mix volume 3 (2 CD) (2004)
- Peaktime 5 (2 CD**) (2005) (Released in Australia) **CD 2 Is the album DJ Culture
- Posh Trance (2008)
- So80s (So Eighties) (3 CD) (2009)
- So80s (So Eighties) 2 (3 CD) (2010)